# Salmdorf
Salmdorf ist ein Stadtteil von Haar im oberbayerischen Landkreis München. 

## Geographie
Salmdorf liegt im Südosten der heutigen Messestadt Riem. Das Kirchdorf gehört zur Gemeinde Haar, die bis zur Umbenennung im Jahr 1924 Salmdorf hieß.

## Geschichte
Die erste Erwähnung Salmdorfs erfolgt bereits im Jahr 1015. Die Salmdorfer Kirche Mariä Himmelfahrt wird 1315 urkundlich erwähnt. Sie ist Gegenstand der historischen Wallfahrt der Münchner Metzger.
Im Zuge der Neuordnung Bayerns (Gemeindeedikt von 1818) wurden die Orte Haar, Gronsdorf und Salmdorf zur neuen Gemeinde Salmdorf zusammengelegt. Ottendichl und Eglfing kamen 1849 dazu. Die Gemeinde Salmdorf blieb im ganzen 19. Jahrhundert recht klein: eine Gemeindebeschreibung von 1875 zählt 57 Häuser mit 367 Einwohnern. Im Jahr 1893 erschütterte der Mordfall Reitsberger die Gemeinde. Erst mit der Eröffnung der Bahnstation Haar an der Bahnstrecke München–Rosenheim konnte die Gemeinde wachsen: 1900 waren es bereits 61 Häuser mit 472 Einwohnern. Im Zuge des Baues und der Eröffnung der damaligen Kreisirrenanstalt in Eglfing, des jetzigen Isar-Amper-Klinikums München-Ost, im Jahre 1905 wuchs die Gemeinde zügig: 1917 hatte die Gemeinde Salmdorf bereits 3666 Einwohner. Am 29. April 1924 wurde die Gemeinde Salmdorf in Haar umbenannt.
Im Oktober 1939 wurde der internationale Flughafen München-Riem in direkter Nachbarschaft als Ersatz für den Flugplatz Oberwiesenfeld eröffnet. Gegen Ende des Zweiten Weltkriegs waren Ottendichl und Salmdorf einer großen Gefährdung durch Bombardierung ausgesetzt, da eine Umgehungsrollbahn angelegt wurde, die zum Abstellen u. a. der strahlgetriebenen Messerschmitt Me 262 des Jagdverbands 44 von Adolf Galland genutzt wurde. Einer der schlimmsten Bombenangriffe erfolgte am 22. September 1944.
Die Schließung des benachbarten Flughafens im Jahr 1992 hat zu einer besseren Lebensqualität der Bewohner geführt. In den folgenden Jahren entstand auf dem Flughafengelände der Münchner Stadtteil Messestadt Riem mit dem Einkaufszentrum Riem Arcaden und dem Landschaftspark Riemer Park.